# Cap Nord
Ne doit pas être confondu avec Cap-Nord ou CAP Nord.
Le cap Nord (en norvégien : Nordkapp) est un cap situé au nord de la Norvège. La falaise de 307 mètres de hauteur qui marque son extrémité est souvent décrite comme le point le plus septentrional d'Europe, bien que cette situation corresponde en réalité à Knivskjellodden, 1 611 mètres plus au nord.

## Géographie

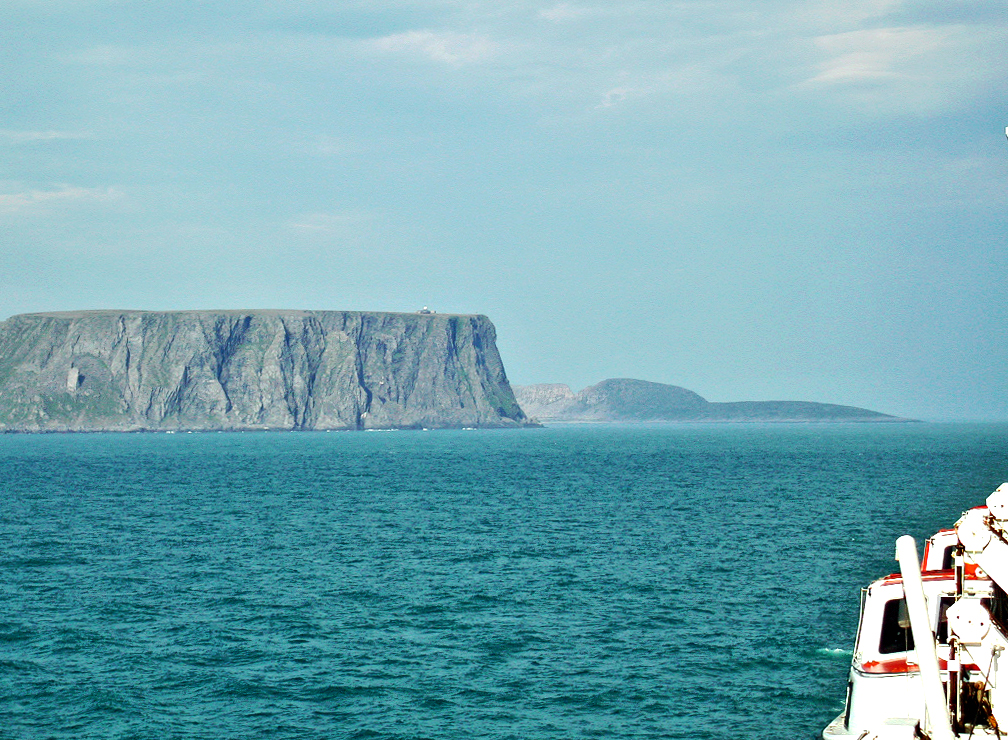
Le cap Nord (à gauche), Knivskjellodden (au fond).

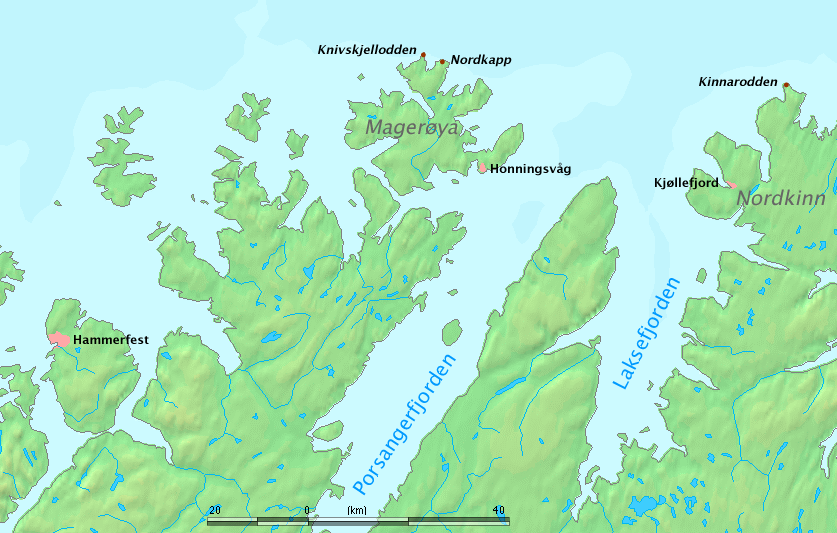
Carte de la région, indiquant les positions du cap Nord, du Knivskjellodden et du cap Nordkinn.

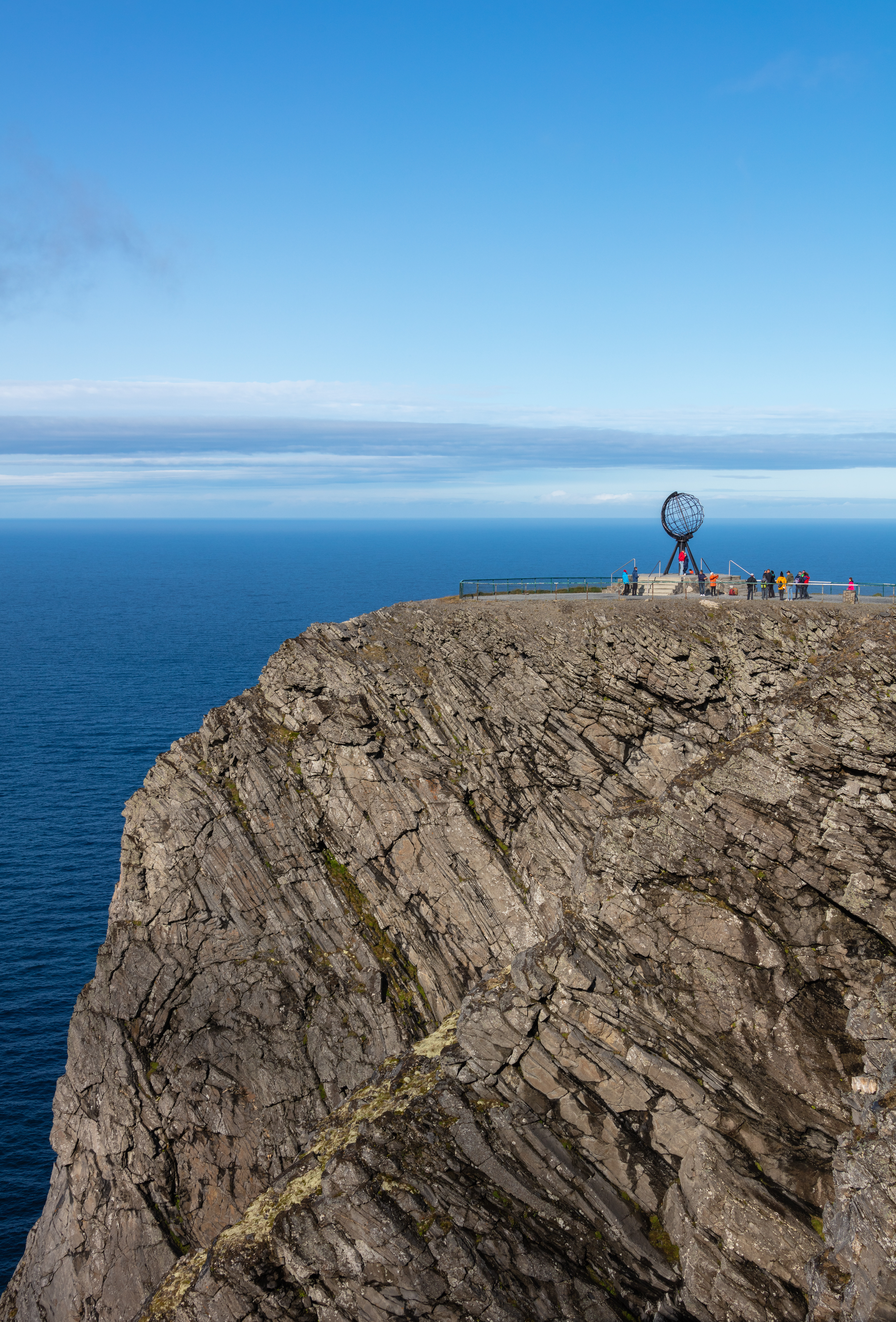
Le cap Nord. Septembre 2019.

Le cap Nord est situé sur Magerøya, île norvégienne du comté du Finnmark, et fait partie de la commune de Nordkapp. Il s'agit d'une falaise de 307 mètres de haut, dominant à l'ouest la mer de Norvège, et à l'est la mer de Barents, toutes deux bordières de l'océan Arctique. Comme le reste de l'île, le paysage est composé de toundra, vierge d'arbres.
Le cap est situé par 71° 10′ de latitude nord. Bien qu'il ne soit pas le point le plus septentrional d'Europe, il l'est souvent considéré à titre symbolique du fait du caractère majestueux de son environnement. Sur Magerøya, le point le plus septentrional est Knivskjellodden, un cap situé à l'ouest du cap Nord et 1 611 mètres plus au nord. Il est cependant d'une altitude moins élevée et ne présente pas un caractère aussi majestueux. Le point le plus septentrional non insulaire du continent européen est le cap Nordkinn (Kinnarodden), 67 km plus à l'est et 6 km plus au sud. Différents archipels (Nouvelle-Zemble, François-Joseph, Svalbard) sont également situés plus au nord, mais ils ne sont pas toujours considérés comme européens et sont nettement plus éloignés du continent.
À cette latitude, le jour polaire dure deux mois et demi chaque été. Au cap nord, le soleil de minuit est visible du 13 mai au 29 juillet. Du 18 novembre au 23 janvier, le soleil ne se lève pas, c'est la nuit polaire. Le jour se limite à quelques heures d'une lueur blafarde.

### Climat
Le climat du cap Nord reste froid en hiver et relativement doux en été. Les températures atteignent parfois −35 °C en janvier et 20 °C en juillet. On compte en moyenne 45 jours de pluie, 122 jours de neige, 34 jours de brouillard, 28 jours de gel et 3 jours d'orage. À Honningsvåg, ville située à une trentaine de kilomètres au sud du cap Nord, la température moyenne du mois de janvier est de −3 °C alors qu'elle est de 11,5 °C en juillet. En effet, l'hiver est tempéré par le Gulf Stream.

## Histoire
En 1553, une expédition comptant trois bateaux part de Londres pour trouver le passage du Nord-Est vers le Nouveau Monde. À la mi-août, l'explorateur anglais Richard Chancellor, commandant du bateau Edward Bonaventura, est séparé du reste de l'expédition et double le cap Nord. Partant du principe que le cap Nord est en fait une extrémité du continent, et non pas une île, Chancellor lui donne le nom qu'il porte encore aujourd'hui. Le cap Nord est, par la suite, visité par différents explorateurs, dont certains escaladent la falaise. 
En 1594, le navigateur néerlandais Jan Huygen van Linschoten réalise une gravure représentant le cap Nord. À cette époque, les Néerlandais — imitant les Basques — avaient établi une base de pêche à la baleine dans la région. Le premier touriste — un prêtre de Ravenne nommé Francesco Negri — y arriva en 1664. Voyageant seul, il voulait voir comment les hommes pouvaient survivre dans le Nord de l'Europe. Il laissa un récit écrit de ses expériences.
L'année 1845 marque le début du tourisme organisé avec l'arrivée, le 9 juillet, en provenance d'Hammerfest, du bateau à vapeur Prinds Gustav. En 1861, le naturaliste suisse Carl Vogt initie la tradition de boire du champagne lors de l'arrivée au cap Nord. L'agence de voyage Cook organise les premiers voyages organisés au départ de Londres depuis 1875. La grande percée en matière touristique date toutefois de 1893 avec l'établissement des liaisons maritimes régulières le long des côtes norvégiennes qui résulte de la création de l'Hurtigruten.
En 1898, le premier bureau de poste ouvre au cap Nord. En 1927, l'association Nordkapps Vel AS visant à réguler le trafic extérieur et à protéger l'environnement du cap Nord est fondée. Une route est ouverte pour y accéder en 1956, suivie, deux ans plus tard, d'un premier bâtiment pour l'accueil des touristes. Il sera agrandi en 1988, puis à nouveau en 1997. Un globe terrestre est installé en 1978.
En 1984, le Royal North Cape Club est fondé. Cette association, ouverte aux seules personnes s'étant rendues au cap Nord, investit la plus grande partie de la cotisation unique versée par les membres dans la protection du site. En 2006, l'association compte pas moins de 40 000 membres.
Le tunnel du Cap-Nord a été inauguré le 15 juin 1999. Il mesure 6 870 m de long et passe à 212 m sous le niveau de la mer.

## Tourisme

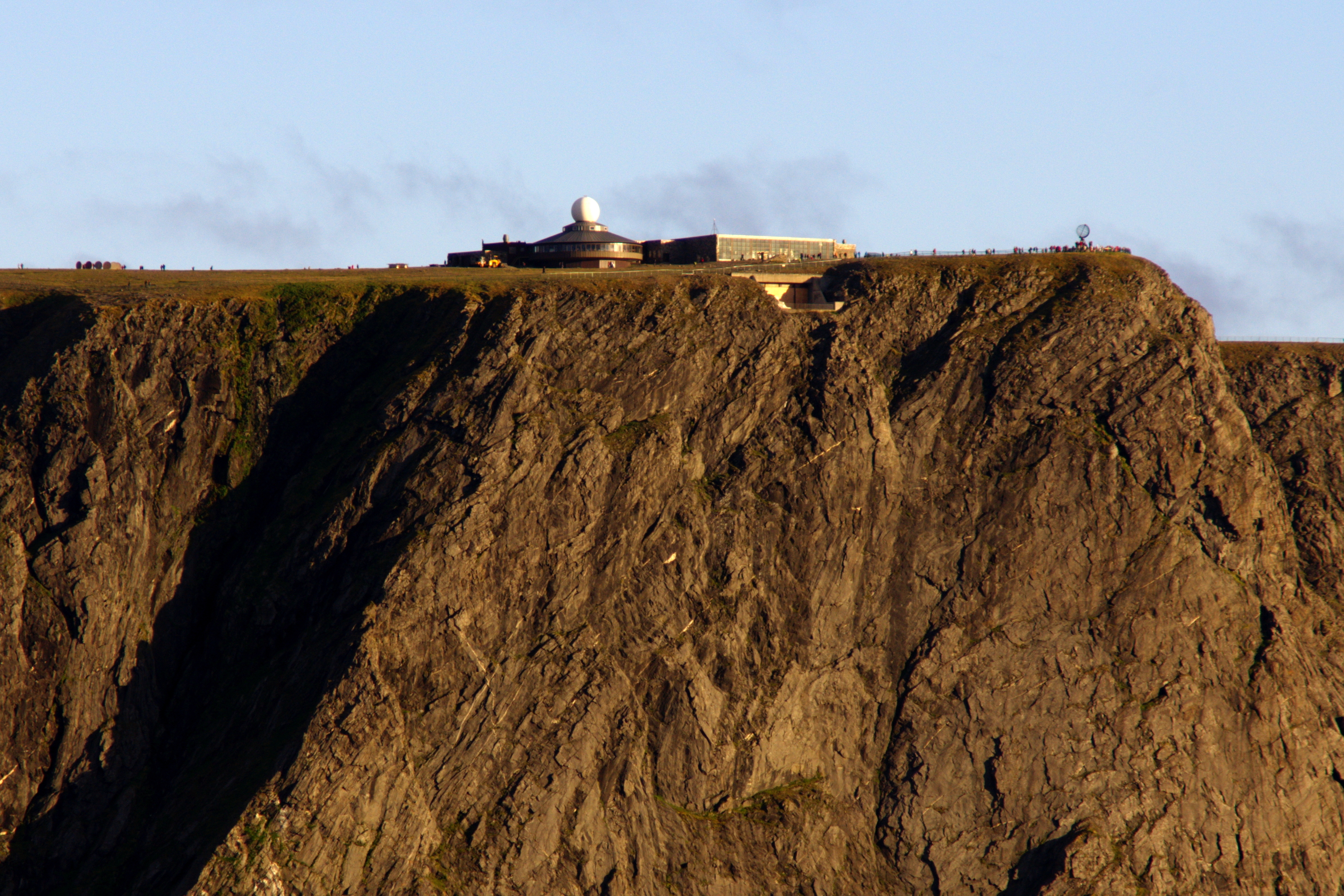
Le cap Nord vu depuis la mer un 16 juin vers 22 heures.

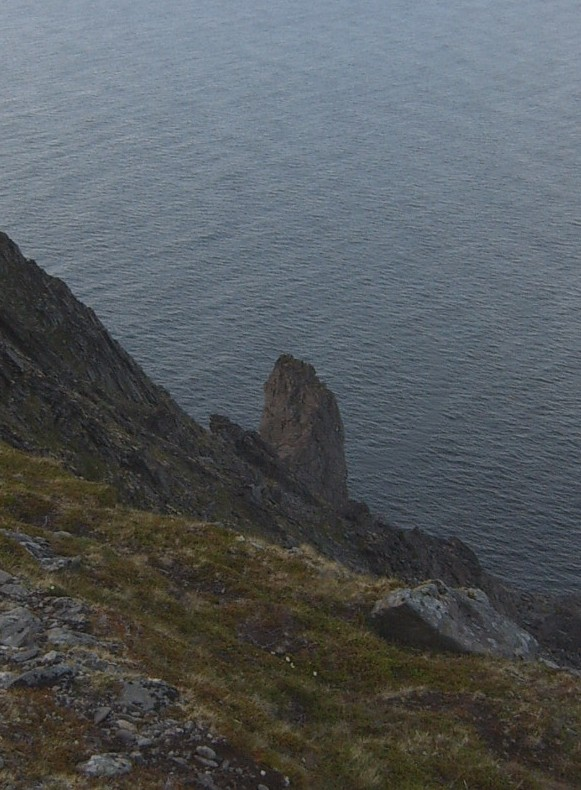
La pierre sacrée "Nordkapphornet" ("Corne du cap Nord" en norvégien) à flanc de falaise du Cap Nord

Le cap Nord est devenu une destination touristique appréciée : 200 000 personnes le visiteraient chaque année, pour y admirer, notamment, le soleil de minuit, lorsque les conditions le permettent. L'unique accès au cap se fait par le Nordkapphallen, un centre touristique et commercial aménagé dont l'entrée est payante (329 couronnes norvégiennes, soit 28 euros en 2023).
Parmi les visiteurs célèbres, on peut citer Louis-Philippe d'Orléans, futur roi des Français sous le nom de Louis-Philippe durant l'été 1795, alors en exil du fait de  la Révolution française, le roi Oscar II de Suède et de Norvège en 1873 et le roi de Thaïlande Chulalongkorn en 1907.

## Transports
Le cap Nord peut être atteint par la route en empruntant le tunnel du Cap-Nord qui relie Kåfjord, sur le continent, à Honningsvåg, village sur Magerøya à 36 kilomètres du cap. De nombreux bateaux de croisière accostent également à Honningsvåg dont l'Hurtigruten, l'Express côtier norvégien, qui fait escale à Honningsvåg deux fois par jour une fois en provenance d'Hammerfest plus au sud et une fois en provenance de Kirkenes plus à l'est. Des bus relient régulièrement Honningsvåg au cap Nord. Ce village est également doté d'un aéroport (code AITA: HVG) desservi par la compagnie norvégienne Widerøe avec des vols à destination de Tromsø.
L'Eurovéloroute de la côte Atlantique part du cap Nord pour rejoindre Sagres au Portugal.

## Raid
Depuis 1988, un raid photographique est organisé entre Paris et le cap Nord, le Raid Paris - Cap Nord.